# ابن أبي طالب الدمشقي
ابن أبي طالب الدمشقي (اسمه الكامل: شمس الدين أبو عبد الله محمد بن أبي طالب الأنصاري الدمشقي), (ق. 1256–1327)، كان عالمًا عربيًّا في اللاهوت الإسلامي. 
وُلِد قرب دمشق وبقي في بلدته حتى وفاته. عمل في عدة مجالات وكان إماماً في الربوة. ولقب ابن أبي طالب الدمشقي بشيخ الربوة وشمس الدين. ومن المرجح أن يكون له ولد اسمه عبد الله، ومن هنا جاءت كنيته أبو عبد الله.
كتب الدمشقي دفاعًا مطولًا عن الإسلام ردًا على رسالة من أهل جزيرة قبرص، وهي في حد ذاتها إعادة صياغة لرسالة سابقة إلى صديق مسلم كتبها الأسقف المسيحي بولس الأنطاكي [الإنجليزية].

## طالع أيضًا
- شمس الدين الأنصاري